# Malissard
Malissard är en kommun i departementet Drôme i regionen Auvergne-Rhône-Alpes i sydöstra Frankrike. Kommunen ligger i kantonen Chabeuil som tillhör arrondissementet Valence. År 2022 hade Malissard 3 303 invånare.

## Befolkningsutveckling
Antalet invånare i kommunen Malissard
Referens:INSEE